# Enghaveparken

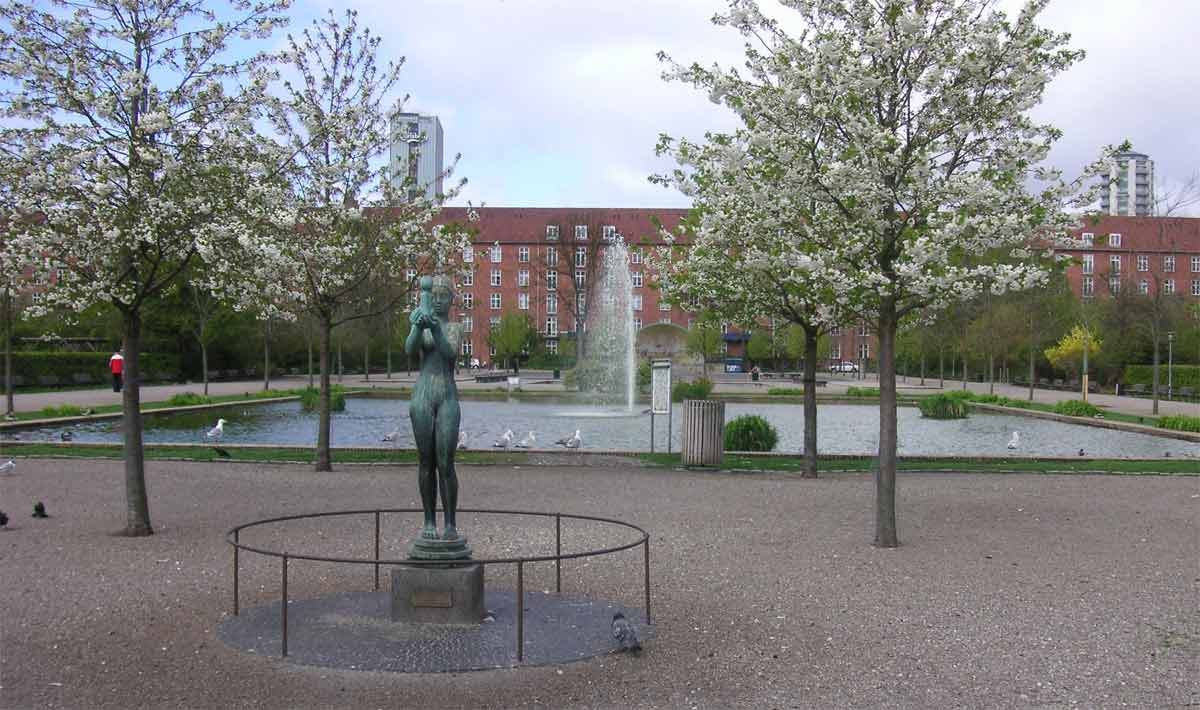
Enghaveparken sedd från huvudingången, med scenen i bakgrunden av bilden, bakom fontänen.

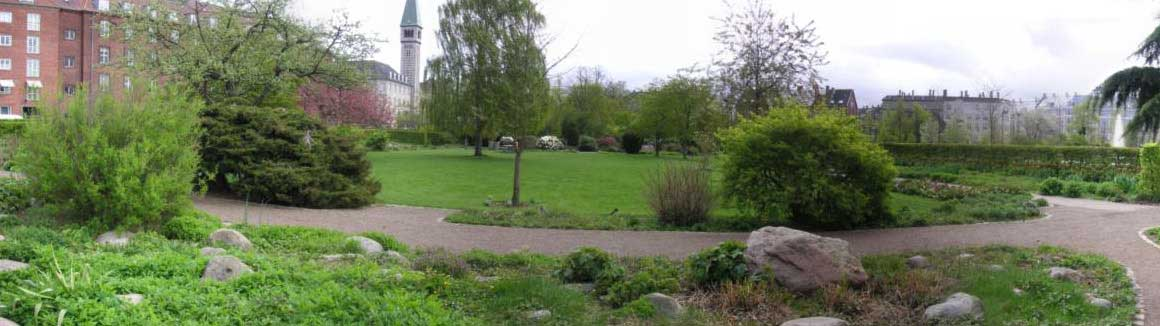
Den ena av de två trädgårdarna i Enghaveparken.

Enghaveparken uppstod på de arealer där Den Københavnske Haveforening (stiftad 1892) hade en koloniträdgårdsförening som lades ner i samband med att staden utvidgades på Vesterbro.